# Sven Lutteman
Sven Erik Lutteman, född 15 november 1902 i Johannes församling i Stockholm, död 19 maj 1990 i Norrköpings Hedvigs församling i Norrköping, var en svensk borgmästare i Norrköping.

## Biografi
Sven Lutteman var son till sjökaptenen Carl Lutteman och Ida Stehn. Han blev rådman 1947 och var borgmästare i Norrköping mellan 1947 och 1968. Han var även ordförande för utredningen angående utbildning inom teater och massmedias områden. Lutteman blev ordförande i stadsfullmäktige 1963. 
Sven Lutteman är begravd på Matteus begravningsplats i Norrköping.